# Suchy, Vaud
Suchy är en ort och kommun i distriktet Jura-Nord vaudois i kantonen Vaud, Schweiz. Kommunen har 669 invånare (2023).